# 监国摄政王府

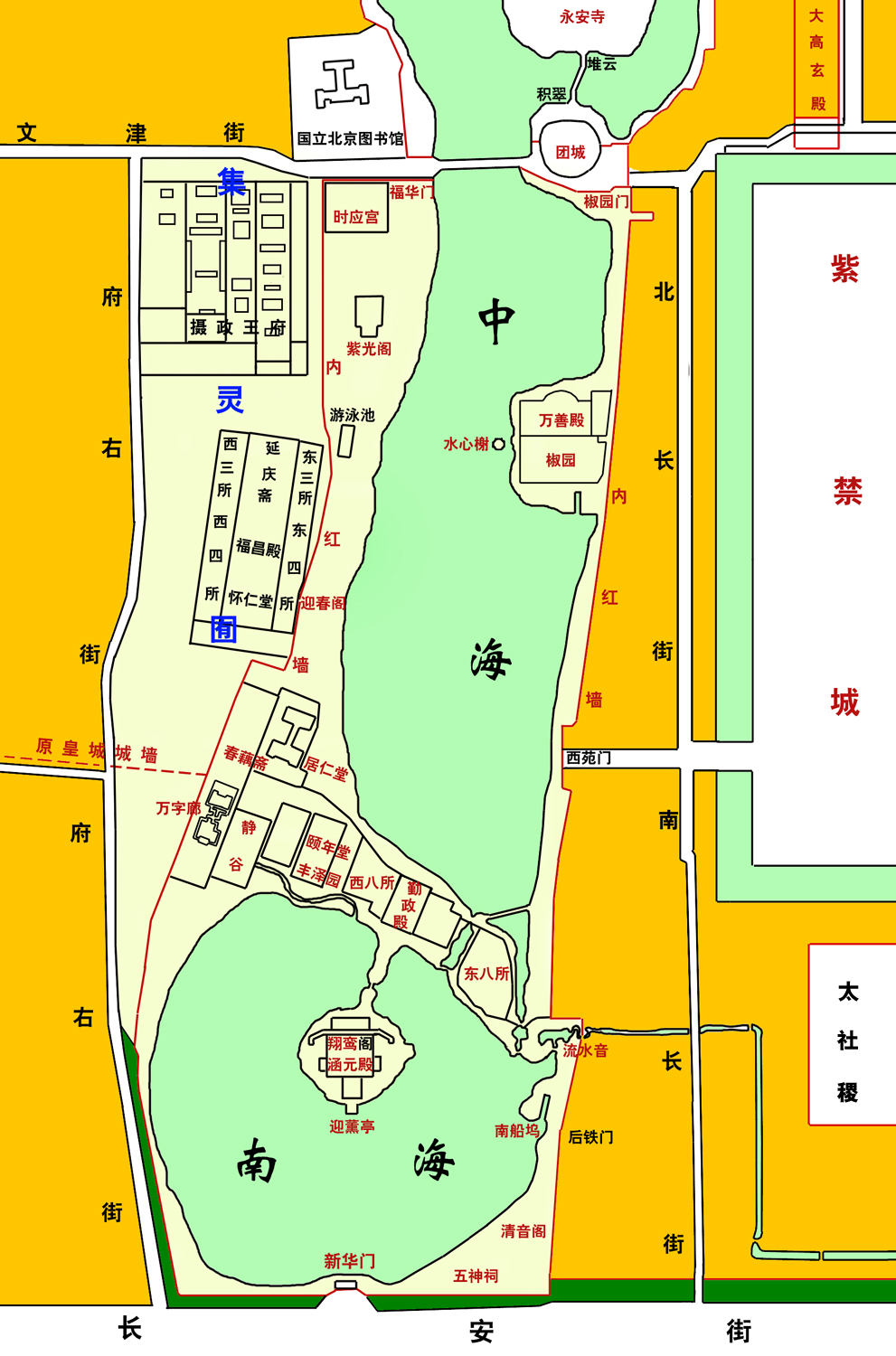
北京中南海平面图，监国摄政王府位于中海西北部

监国摄政王府位于今北京市中南海中海西北部，是1908年12月、清廷据《摄政王礼节总目》宣布，为新继位皇帝溥仪的生父、監國攝政王载沣所修建的王府。宣統元年正月二十六日:48（1909年2月16日）正式动工。至1912年2月，溥仪退位，仍未完工。
1918年，徐世昌任中華民國大總統时，曾改为中華民國大總統府:48。

## 背景
光绪三十四年（1908年）十月，醇亲王载沣的哥哥光绪帝逝世，其子溥仪继承皇位。载沣成为监国摄政王。载沣居所、溥仪出生地的醇亲王府亦因此成为“潜龙邸”。清朝制度，各级王府本属皇产，统归内务府管理。而按清朝惯例，成为“潜龙邸”的王府日后或升为宮殿，或空闲，或改为庙宇。清廷亦会赐给载沣新的王府居住。
光绪三十四年十一月初四（1908年11月27日），大学堂总监督劉廷琛上奏，监国摄政王礼节相关，提出四条意见。最后一条“监国摄政王居处”。以顺治时摄政王多尔衮的例子，认为“国事朝旨。岂可于私邸行之”。“应请择视事偏殿近处。为监国摄政王居处之所。俟皇上亲政时。仍出居邸第。”上諭指，“国家现遭大事。尚未逾十五日。照例不应奏事。乃该大学堂总监督刘廷琛于本日遽行呈递封奏。殊属不合。著传旨申饬。寻奉旨。著内阁各部院衙门并案会议具奏。”
同年十一月初九（1908年12月2日），溥仪在太和殿即位。同月二十日（12月13日），內閣等衙門會奏《監國攝政王禮節總目》，詔宣布之。《摄政王礼节总目》共十六条。第十五条“邸第。拟请于中海迤西集灵囿地方。建监国摄政王府第。另于东华门内三所。为监国摄政王随时起居休息之所”。
清廷拟定的“中海迤西集灵囿地方”是位于中南海西北角、中海西岸的一块土地。此前，慈禧太后曾打算在此地修建新园林“集灵囿”，但一直没有开工。

## 修建
宣統元年正月二十六日:48（1909年2月16日），清廷正式动工兴建监国摄政王府。与其它清宫建筑类似，摄政王府由样式雷雷献彩主持修建。
王府工程估算耗银206万两:48，规制与后海的醇亲王府基本相同。建筑可分为中路、东路、西一路、西二路和西花园。中路王府正殿，分别是宫门、御道、银安殿、思廉堂、后照楼等；东跨院；中路以西分为大圆宝镜院、十洲尘静院、西花园等三个院；南部马圈和值班房。王府共计殿宇、房屋等314座、1546间。虽然日后被发现建筑质量恶劣，但当时王府装修奢华。仅电灯一项，就安装587架，而辛亥革命前的北京城中电灯数不足三万盏:48。
宣統三年（1911年）10月，武昌起义爆发，局势动荡。载沣被迫辞去监国摄政王之位。王府交由內務府奉宸苑继续修建:48。但至1912年，溥仪退位，清朝灭亡。摄政王府尚未完工。王府建筑工程在扣除折旧有房屋折料费及奉旨核减工料银外，实际耗银187万两:48。

## 使用
袁世凯担任中華民國大總統时，摄政王府成为中华民国国务院办公地。1918年，徐世昌任中华民国大总统时，改为总统府。1924年，段祺瑞执政府时，成为陆军部和海军部办公地。1930年代、1940年代为北平市政府驻地:48。

## 现状
1949年后，摄政王府原址成为中华人民共和国国务院办公区。1970年代末，相关单位曾对原有建筑落架大修，但发现建筑品质低劣，地基松散，柱间裂缝用碎砖填充，只得拆除:48。
现仅存中路的王府正门、正殿（或称上殿:48），王府正门和正殿作为会议室。另一处三卷殿曾是周恩来主持国务会议的会议厅，现保持原貌:48。以及西花园内的一座建筑——周恩来总理居住过的西花厅。此外，十洲尘静院保留附近平房及光绪年间修复的假山，假山北面为太湖石，南面为云片石，被认为是修复时拼接的:48。